# Storön, Härjedalen
Storön är en ö i Ljusnan vid Sveg, Härjedalens kommun. Storön hyser festplats och Folkets park. 
Enligt en avhandling från 1694 av Johannes Unaeus var ön platsen för Svegs sockens första kristna kyrka.
Ön förbinds av två broar med Sveg respektive Ulvkälla.